# Ludwik IV Bawarski

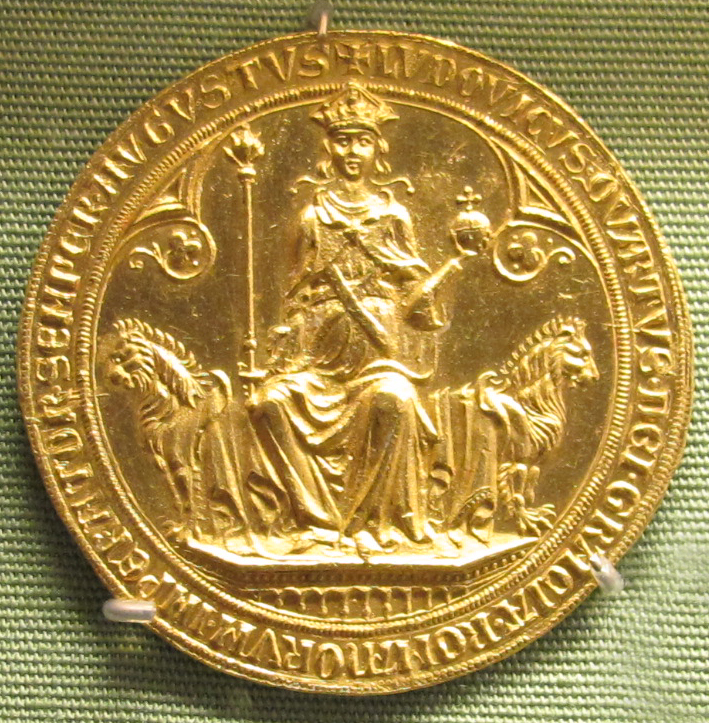
Złota Bulla Ludwika IV

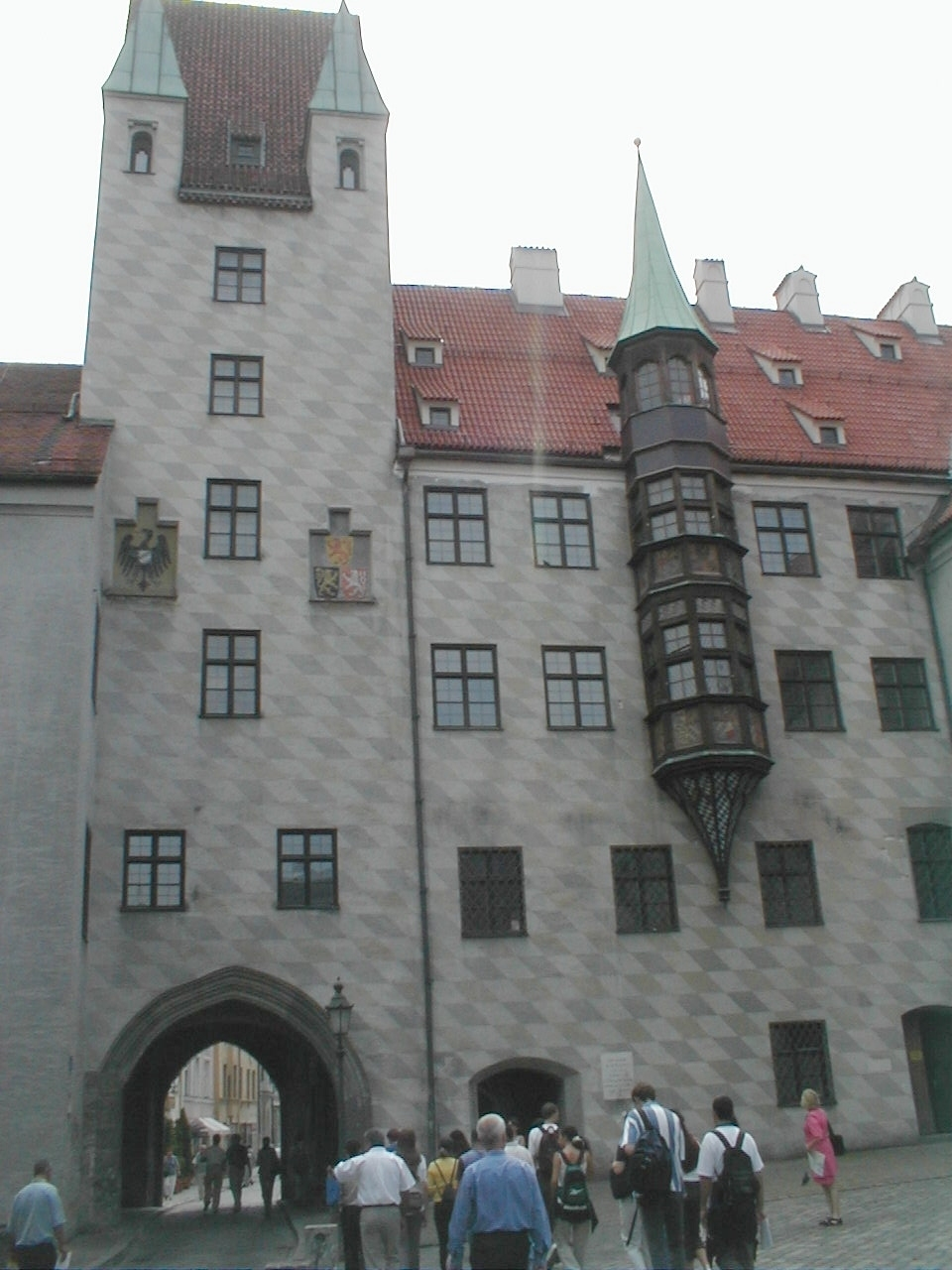
Alterhof – rezydencja Wittelsbachów w Monachium

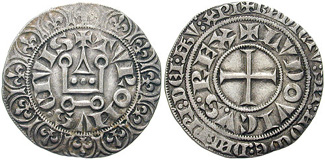
Moneta z 1314 z napisami +LVDOVICV•S• REX i +TVRONVS•CIVIS

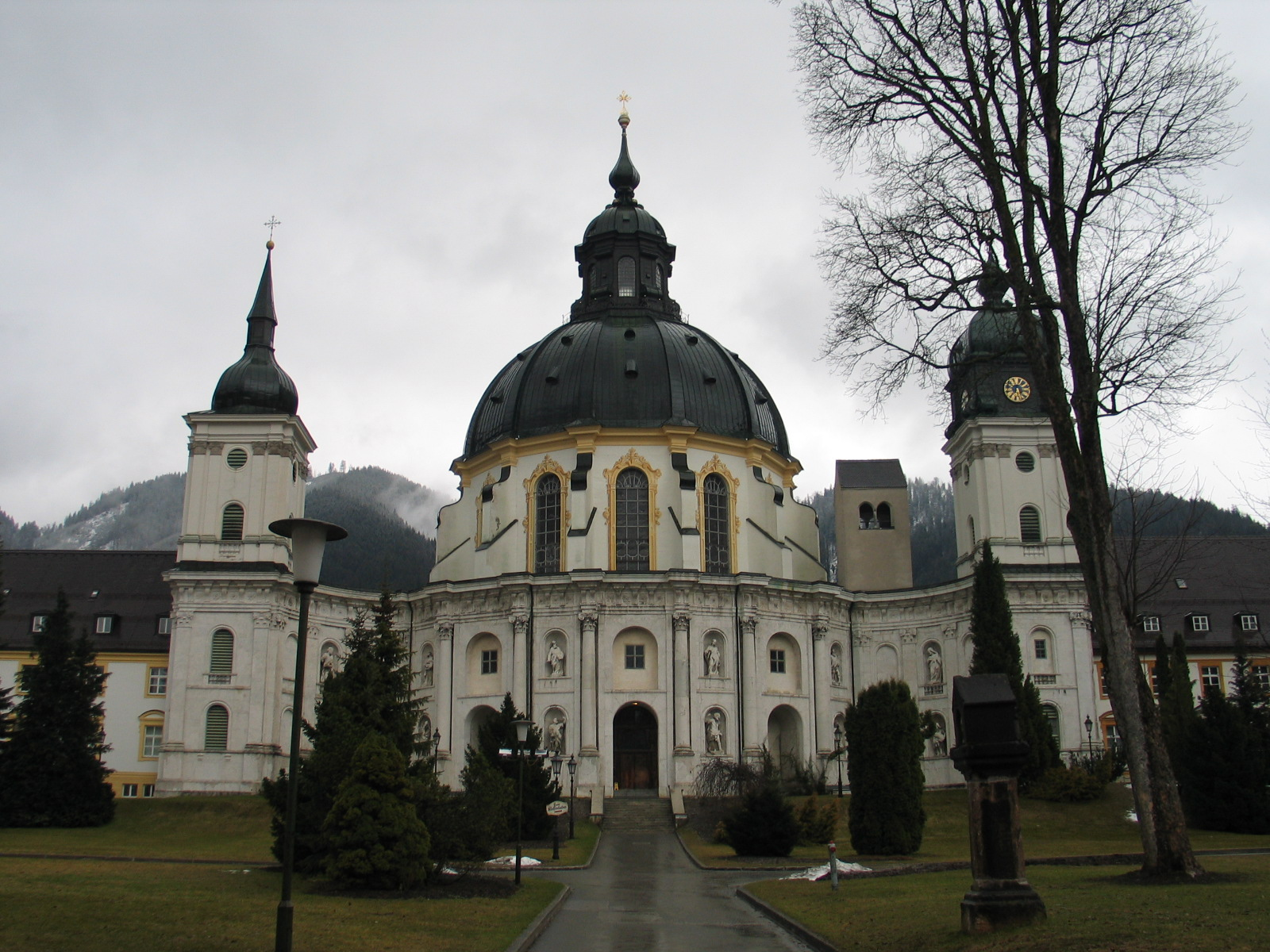
Klasztor w Ettal, jedna z fundacji Ludwika IV

Ludwik IV Bawarski, Ludwik IV Wittelsbach (ur. 1282/1287 w Monachium, zm. 11 października 1347 w Puch k. Fürstenfeldbruck) – książę Bawarii od 1294, hrabia Palatynatu od 1329, król niemiecki od 1314, cesarz rzymski od 1328. Był pierwszym królem i cesarzem rzymskim z rodu Wittelsbachów.

## Konflikt z Habsburgami
Ludwik Bawarski był synem księcia Górnej Bawarii Ludwika II Mocnego Wittelsbacha i jego trzeciej małżonki Matyldy Habsburg, młodszym bratem Rudolfa I. Osierocony po wczesnej śmierci rodziców, dopiero w 1310 roku otrzymał należny mu nadział po ojcu. Teren Bawarii był wówczas miejscem sporu między Wittelsbachami a Habsburgami. W 1313 roku Ludwik pokonał wojska habsburskie w bitwie pod Gammelsdorf, w konsekwencji Wittelsbachowie rozszerzyli obszar panowania o Dolną Bawarię. Ten sukces wydawał się Luksemburgom najlepszą rekomendacją dla Ludwika jako kontrkandydata do tronu po zmarłym w 1313 roku Henryku VII przeciw Fryderykowi Pięknemu. Rywalizacja Habsburgów z Wittelsbachami osiągnęła swoje apogeum w podwójnej elekcji w 1314 roku i dwóch koronacjach królewskich, a w rezultacie pogrążyło to Rzeszę na osiem lat w zamęcie wojny domowej. Za Ludwikiem opowiedzieli się: arcybiskup Moguncji Piotr z Aspeltu, król Czech Jan Luksemburski, arcybiskup Trewiru Baldwin Luksemburski, margrabia brandenburski Waldemar Wielki oraz książę Saksonii-Lauenburga Jan II. Po stronie Fryderyka stanęli: arcybiskup Kolonii Henryk z Virneburga, brat i rywal Ludwika, palatyn reński i książę Górnej Bawarii Rudolf I Wittelsbach, obalony król Czech Henryk Karyncki oraz książę Saksonii-Wittenbergi Rudolf I, który pretendował do saskiej godności elektorskiej przeciw Janowi II z Lauenburga. Ostateczna konfrontacja reprezentantów zwalczających się dynastii miała miejsce pod Mühldorf w 1322 roku, gdzie górą byli Wittelsbachowie.

## Konflikt z papieżem
Ludwik od początku ubiegał się o papieską aprobatę, ale Rzym przyjął neutralną postawę wobec walki Habsburgów z Wittelsbachami, co więcej usiłował wykorzystać spór o tron w Rzeszy w celu ograniczenia wpływów cesarstwa na terenie Italii. W 1316 Ludwik koronował się w katedrze w Akwizgranie na króla niemieckiego. Gdy władca, utwierdziwszy się na tronie podjął starania o przywrócenia praw Rzeszy w Italii, papież Jan XXII wszczął przeciw niemu proces kanoniczny. Powodem było rzekome wspieranie heretyków przez Ludwika. Ponadto papież ekskomunikował monarchę. W odpowiedzi na to Ludwik IV złożył w 1324 apelację w Sachsenhausen, odrzucając prawowierność papieża i w celu rozpatrzenia tej sprawy obwieścił zwołanie soboru powszechnego. Sobór potępił papieża z powodu nadużywania władzy oraz wykorzystywania kar kościelnych dla osobistych korzyści. Konflikt króla z głową Kościoła był powodem zmiany polityki Ludwika wobec Habsburgów. W celu wzmocnienia swojej pozycji wobec papiestwa w 1325 w Monachium miało miejsce spotkanie Ludwika IV z Fryderykiem Pięknym, w wyniku tego układu król Niemiec przyznał Habsburgom wszystkie nabytki z czasów wojny. Fryderyk został uznany za współregenta.
Konflikt króla z papieżem nie utrudnił bynajmniej ubiegania się Ludwika Bawarskiego o tron cesarski. Już w 1323 w celach prewencyjnych posłał swoje wojska aby broniły Lombardii przed Królestwem Neapolu, które było najmocniejszym obok Francji sojusznikiem papieża. W maju 1326 w Mediolanie koronował się na króla Italii żelazną koroną Longobardów. Dwa lata później podjął wyprawę do Rzymu, gdzie w styczniu 1328 roku przyjął koronę cesarstwa rzymskiego z rąk przedstawiciela wpływowego rodu Colonna Sciarra Colonny, z woli ludu, a nie z woli papieża. Usunął z urzędu Jana XXII i powołał antypapieża Mikołaja V. Powtórzono ceremonię koronacji, a pozycja cesarza na arenie politycznej wzrosła na tyle, że w 1338 zjazd elektorów w Rhense uznał, iż wybrany przez nich król i cesarz nie potrzebuje aprobaty papieża, urzędującego zresztą wówczas w Awinionie (zob. niewola awiniońska).
Na ten czas przypada umocnienie pozycji Wittelsbachów, na terenie Europy. Ich nową rezydencją zostało Monachium, które stało się największym miastem Bawarii. Wewnętrzna polityka cesarza zakładała wzmocnienie dziedzicznych posiadłości i budowaniu o nie pozycji monarchy w Rzeszy. Umacniał pozycję wolnych miast Rzeszy, oraz rycerstwa. Polityka dynastyczna oparta na małżeństwach wzbogaciła dynastię Ludwika IV o Tyrol, Fryzję, Holandię, oraz Brandenburgię, którą nadał w lenno swojemu synowi Ludwikowi. Ludwik IV znany był również jako mecenas kultury i sztuki. Jedną z ważniejszych fundacji było opactwo w Ettal poświęcone 28 kwietnia 1330 czy Alter Hof w Monachium. Wśród notabli i intelektualistów rezydujących na dworze władcy byli filozofowie tacy jak Michał z Ceseny, Marsyliusz z Padwy i William Ockham.

## Konflikt z Luksemburgami
Polityka Ludwika IV nie spotkała się z pełną aprobatą wśród książąt niemieckich. W latach czterdziestych nastąpiło zerwanie układów z Luksemburgami. Wśród powodów takiej sytuacji był fakt, iż Ludwik Bawarski unieważnił małżeństwo Jana Henryka Luksemburskiego z dziedziczką Tyrolu, Małgorzatą Maultasch, i zaślubił ją z własnym synem Ludwikiem V Brandenburskim. Nowy papież Klemens VI żądał wyboru nowego króla, co zaaprobowali Luksemburgowie. W wyniku tego za życia Ludwika wybrano Karola IV na antykróla, którego koronacja odbyła się w bońskiej katedrze.
Cesarz zmarł w 1347 roku. Synowie Ludwika wspierali w walce o koronę Günthera ze Schwarzburga, rywala Karola IV, lecz po jego wczesnej śmierci w 1349 roku dominacja Luksemburgów w Niemczech została uznana przez Wittelsbachów.

## Małżeństwa i potomstwo
Pierwszą żoną Ludwika IV w 1309 r. została Beatrycze, córka Bolka I Surowego, księcia świdnickiego. Ich dziećmi byli:
1. Matylda (po 21 czerwca 1313 – 2 lipca 1346, w Miśni), poślubiła dnia 1 lipca 1329 w Norymberdze Fryderyka II Poważnego, margrabiego Miśni (zm. 1349)
2. nieznane (ur. wrzesień 1314)
3. Anna (ok. 1316 – 29 stycznia 1319 w Kastl)
4. Ludwik V (1316–1361), książę Górnej Bawarii, margrabia brandenburski, książę Tyrolu
5. Agnieszka (ur. ok. 1318)
6. Stefan II (1319–1375), książę Dolnej Bawarii.

Drugą żoną w 1324 r. została Małgorzata II z Hainaut, córka Wilhelma I Dobrego, hrabiego Hainaut i Joanny Walezjuszki, siostry Filipa VI.
Ich dziećmi byli:
1. Małgorzata (1325–1374[5]), która poślubiła:
  1. w 1350 r. Stefana Andegaweńskiego, księcia Slawonii (zm. 1354)[5];
  2. w 1358 r. Gerlacha von Hohenlohe[5].
2. Anna (ok. 1326 – 3 czerwca 1361, Les Fontenelles) poślubiła Jana I, księcia Dolnej Bawarii (zm. 1340)
3. Ludwik VI Rzymianin (1328–1365), książę Górnej Bawarii, elektor Brandenburgii
4. Elżbieta (1329 – 2 sierpnia 1402 w Stuttgarcie), która poślubiła:
  1. Cangrande II della Scala, władcę Werony (zm. 1359) w Weronie 22 listopada 1350;
  2. księcia Ulryka Wirtemberskiego (zginął w 1388 w bitwie pod Döffingen) w 1362.
5. Wilhelm I (1330–1389), jako Wilhelm I książę Dolnej Bawarii, jako Wilhelm III hrabia Hainaut
6. Albrecht I (1336–1404), książę Dolnej Bawarii, Hainaut i Holandii
7. Otto V Leniwy (1340–1379), książę Górnej Bawarii, elektor Brandenburgii
8. Beatrycze (1344 – 25 grudnia 1359), poślubiona 25 października 1356 r. Erykowi XII, królowi szwedzkiemu.
9. Agnieszka (1345 – 11 listopada 1352, Monachium)
10. Ludwik (październik 1347–1348)